# Уйфехерто
Уйфехерто (венг. Újfehértó) — город в медье Сабольч-Сатмар-Берег в Венгрии. Статус города с 1992 года.
Город занимает площадь 140,88 км², там проживает 13 253 жителя (по данным 2010 года). По данным 2001 года, почти 100 % жителей города — венгры.
Город Уйфехерто расположен примерно в 16 км к югу от города Ньиредьхаза. В городе есть железнодорожная станция.

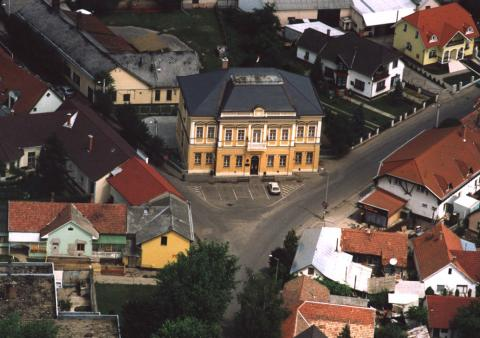
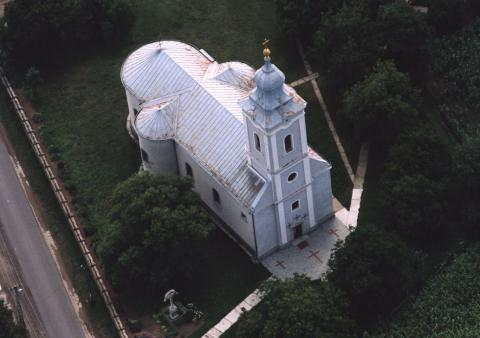
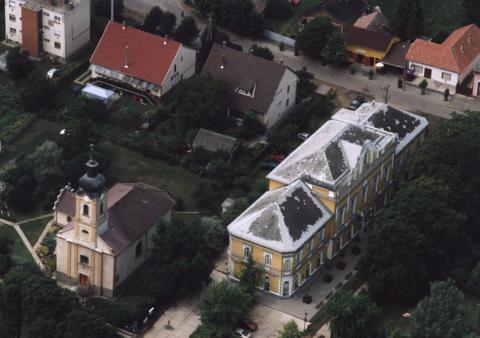
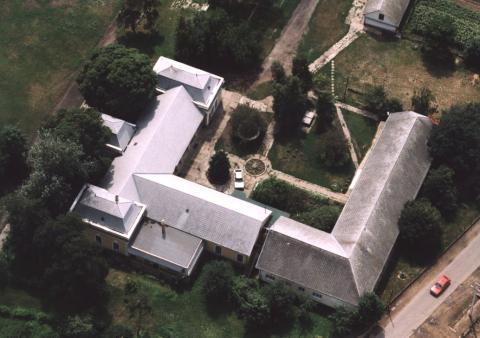

## Население
| Год  | Численность | Численность |
| ---- | ----------- | ----------- |
| 2013 | 12 979      | [ 4 ]       |
| 2014 | 12 846      | [ 5 ]       |
| 2015 | 12 736      | [ 6 ]       |
| 2021 | 12 162      | [ 7 ]       |
| 2022 | 12 181      | [ 8 ]       |
| 2023 | 12 218      | [ 9 ]       |
| 2024 | 12 183      | [ 1 ]       |